# Anthony Sparrow
Anthony Sparrow (1612-1685) est un prêtre anglican anglais. Il est évêque de Norwich et évêque d'Exeter .

## Carrière
Né en 1612, Sparrow fait ses études et devient membre du Queens' College de Cambridge, et est ordonné prêtre en février 1635 . Il est un partisan du laudianisme. En avril 1644, lors de la purge parlementaire de l'université, il est expulsé pour non-résidence par Edward Montagu (2e comte de Manchester) . En 1647, il est expulsé du presbytère de Hawkedon pour avoir utilisé le Book of Common Prayer interdit. À la suite de la Restauration, il est réintégré en 1660 ; et occupe le poste d'archidiacre de Sudbury jusqu'en 1667. En 1667, il devient évêque d'Exeter et en 1676, il est promu évêque de Norwich . Il meurt le 19 mai 1685. Dans son testament, il lègue 100 £ à la reconstruction de la cathédrale Saint-Paul .

## Mariage et descendance
Il se marie et laisse à sa mort plusieurs filles comme co-héritières, dont l'une, Joan Sparrow (décédée en 1703), épouse Edward Drew (décédé en 1714) de The Grange, Broadhembury, Devon, chanoine de la cathédrale d'Exeter .